# Coppa Italia 2019-2020 (hockey su pista)
La Coppa Italia 2019-2020  di hockey su pista avrebbe dovuto svolgersi presso il PalaCastellotti di Lodi dal 28 febbraio al 1º marzo 2020 con la formula della final eight a eliminazione diretta.
L'emergenza sanitaria dovuta alla pandemia di COVID-19 determinò dapprima il rinvio e poi il definitivo annullamento della manifestazione; il trofeo non fu assegnato.

## Squadre qualificate
| Qualificazione                                   | Club             |
| ------------------------------------------------ | ---------------- |
| 1ª classificata in Serie A1 nel girone di andata | Amatori Lodi     |
| 2ª classificata in Serie A1 nel girone di andata | Forte dei Marmi  |
| 3ª classificata in Serie A1 nel girone di andata | Breganze         |
| 4ª classificata in Serie A1 nel girone di andata | CGC Viareggio    |
| 5ª classificata in Serie A1 nel girone di andata | Trissino         |
| 6ª classificata in Serie A1 nel girone di andata | Valdagno         |
| 7ª classificata in Serie A1 nel girone di andata | Sarzana          |
| 8ª classificata in Serie A1 nel girone di andata | Roller Scandiano |

### Tabellone
|  | Quarti di finale | Quarti di finale | Quarti di finale |  |  | Semifinali | Semifinali | Semifinali |  |  | Finale | Finale | Finale |
|  |                  |                  |                  |  |  |            |            |            |  |  |        |        |        |
|  | 1                | Amatori Lodi     |                  |  |  |            |            |            |  |  |        |        |        |
|  | 8                | Roller Scandiano |                  |  |  |            |            |            |  |  |        |        |        |
|  | 8                | Roller Scandiano |                  |  |  |            |            |            |  |  |        |        |        |
|  |                  |                  |                  |  |  |            |            |            |  |  |        |        |        |
|  |                  |                  |                  |  |  |            |            |            |  |  |        |        |        |
|  | 4                | CGC Viareggio    |                  |  |  |            |            |            |  |  |        |        |        |
|  | 4                | CGC Viareggio    |                  |  |  |            |            |            |  |  |        |        |        |
|  | 5                | Trissino         |                  |  |  |            |            |            |  |  |        |        |        |
|  |                  |                  |                  |  |  |            |            |            |  |  |        |        |        |
|  |                  |                  |                  |  |  |            |            |            |  |  |        |        |        |
|  | 2                | Forte dei Marmi  |                  |  |  |            |            |            |  |  |        |        |        |
|  | 7                | Sarzana          |                  |  |  |            |            |            |  |  |        |        |        |
|  | 7                | Sarzana          |                  |  |  |            |            |            |  |  |        |        |        |
|  |                  |                  |                  |  |  |            |            |            |  |  |        |        |        |
|  |                  |                  |                  |  |  |            |            |            |  |  |        |        |        |
|  | 3                | Breganze         |                  |  |  |            |            |            |  |  |        |        |        |
|  | 3                | Breganze         |                  |  |  |            |            |            |  |  |        |        |        |
|  | 6                | Valdagno         |                  |  |  |            |            |            |  |  |        |        |        |